# Вулька (Венгровський повіт)
Вулька (пол. Wólka) — село в Польщі, у гміні Вежбно Венгровського повіту Мазовецького воєводства.
Населення — 69 осіб (2011).
У 1975—1998 роках село належало до Седлецького воєводства.

## Демографія
Демографічна структура станом на 31 березня 2011 року:
|          | Загалом | Допрацездатний вік | Працездатний вік | Постпрацездатний вік |
| -------- | ------- | ------------------ | ---------------- | -------------------- |
| Чоловіки | 36      | 9                  | 23               | 4                    |
| Жінки    | 33      | 5                  | 20               | 8                    |
| Разом    | 69      | 14                 | 43               | 12                   |